# Bowland Street Mission
Bowland Street Mission bila je misijska postaja u Bradfordu u Engleskoj, u ulici Bowland,koju su 1889. godine pokrenuli Smith i Polly Wigglesworth.S njezine fasade vijorila se zastava na kojoj je s jedne strane pisalo: "Christ died for our sins" (Krist je umro za naše grijehe), a s druge strane "I am the Lord that healeth thee" (Ja sam Gospodin koji te iscjeljuje) (Knjiga Izlaska 15:26).Unutra je na zidu bio također isti natpis.To je ukratko i bio opis njezine svrhe; Wigglesworthi su propovijedali spasenje kroz Isusovu žrtvu na križu i Božje iscjeljenje.

## Vanjske poveznice
Obnova Bowland Street Mission
Video o obnovi